# Jaworowo-Jastrzębie
Jaworowo-Jastrzębie (do 2011 Jaworowo Jastrzębie) – wieś w Polsce położona w województwie mazowieckim, w powiecie sierpeckim, w gminie Zawidz. Ma status sołectwa.
| SIMC    | Nazwa    | Rodzaj    |
| ------- | -------- | --------- |
| 0579520 | Grabniak | część wsi |

W latach 1975–1998 miejscowość należała administracyjnie do województwa płockiego.
1 stycznia 2011 r. zmieniono urzędowo nazwę miejscowości ze Jaworowo Jastrzębie na Jaworowo-Jastrzębie.